# Варлаам (Старорушин)
Митрополи́т Варлаа́м (Старорушин; ум. 9 (19) июля 1652, Москва) — епископ Русской православной церкви, митрополит Ростовский и Ярославский.

## Биография
Был игуменом Улейминского Николаевского монастыря около Углича.
В 1619 году хиротонисан во епископа Ростовского и Ярославского с возведением в сан митрополита.
В 1620 году принимал участие в Соборе, созванном патриархом Филаретом для суда над митрополитом Сарским и Подонским Ионой (Архангельским).
Приложил много усилий для восстановления разрушенного в Смутное время кафедрального Успенского собора.
В 1640 году принимал участие в отпевании Патриарха Иоасафа. В 1642 году митрополит Варлаам был в Москве на Соборе для избрания преемника скончавшемуся патриарху Иоасафу I.

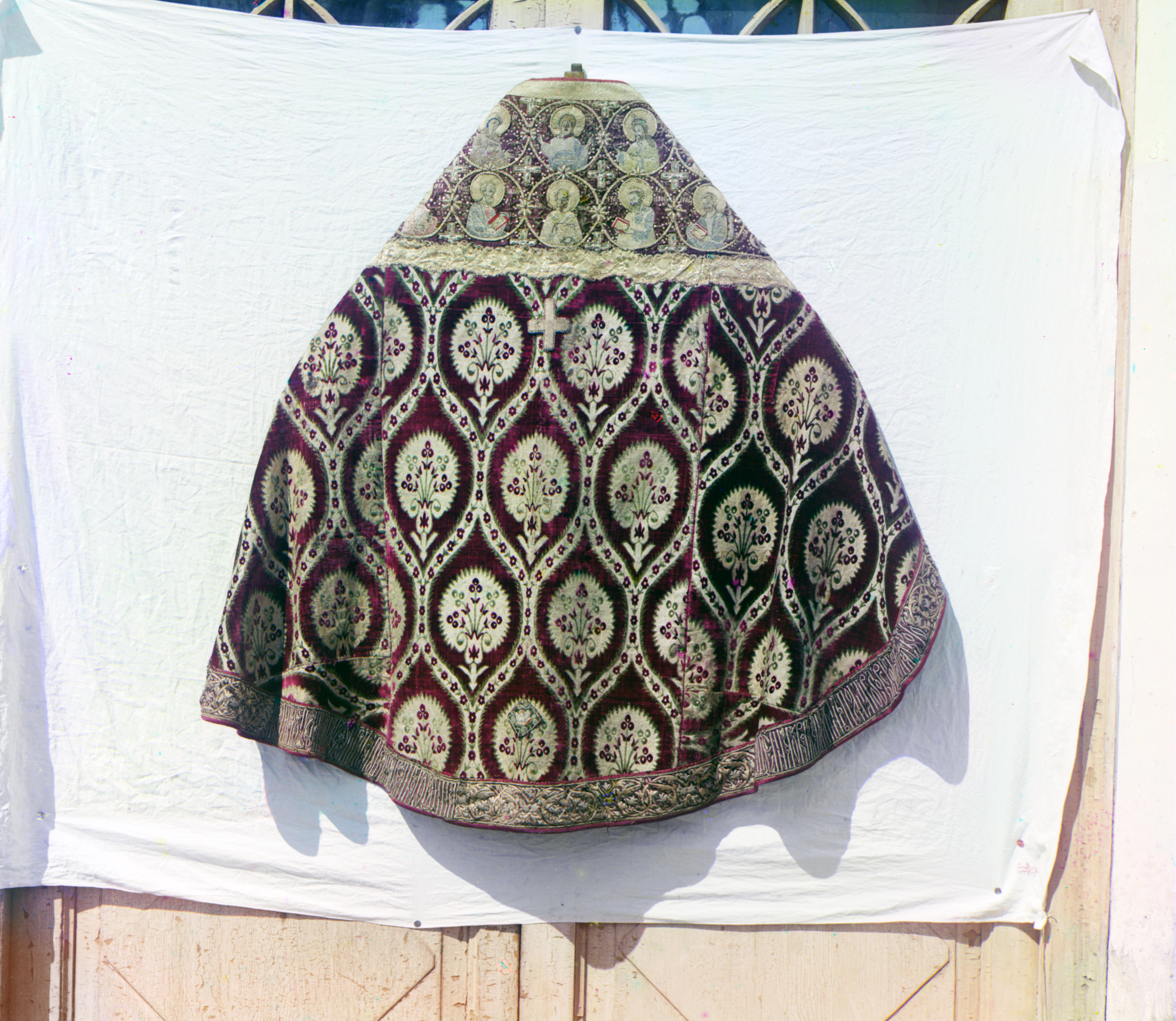
Фелонь Митрополита Ростовского Варлаама (1635 г.) Фото С. М. Прокудина-Горского, 1911 г.

28 сентября 1645 года присутствовал при короновании царя Алексея Михайловича
В 1649 году участвовал в посвящении Никона (Минина) в Новгородского митрополита.
Отличительной чертой митрополита Варлаама была любовь к благоукрашению и благоустройству храмов и монастырей, на что он жертвовал свои личные средства. Об этом свидетельствуют такие факты: в 1649 году он подарил Старорусскому Спасо-Преображенскому монастырю Евангелие в парчовом окладе и с верхней серебряной доской; внёс свою лепту в благоустройство Ниловой пустыни.
В 1650 году освящал новый храм во имя святого пророка Илии.
9 февраля 1651 года участвовал в Соборе по исправлению многогласного пения.
Скончался 9 июля 1652 года в Москве при встрече мощей святителя Филиппа, митрополита Московского и всея Руси.